# Comuni del Piauí

Lo Stato del Piauí, in Brasile

Segue un elenco dei 223 comuni dello stato brasiliano del Piauí (PI).
| #   | Comune                          | Microregione                      | Mesoregione            | Area (km²) | Popolazione | Densità |
| --- | ------------------------------- | --------------------------------- | ---------------------- | ---------- | ----------- | ------- |
| 1   | Acauã                           | Alto Médio Canindé                | Sudeste Piauiense      | 1.029,410  | 6.040       | 5,87    |
| 2   | Agricolândia                    | Médio Parnaíba Piauiense          | Centro-Norte Piauiense | 112,419    | 4.986       | 44,35   |
| 3   | Alagoinha do Piauí              | Pio IX                            | Sudeste Piauiense      | 448,101    | 7.439       | 16,60   |
| 4   | Alegrete do Piauí               | Pio IX                            | Sudeste Piauiense      | 281,271    | 4.335       | 15,41   |
| 5   | Alto Longá                      | Campo Maior                       | Centro-Norte Piauiense | 1.621,354  | 13.659      | 8,42    |
| 6   | Altos                           | Teresina                          | Centro-Norte Piauiense | 957,617    | 38.284      | 39,98   |
| 7   | Alvorada do Gurguéia            | Alto Médio Gurguéia               | Sudoeste Piauiense     | 2.131,942  | 4.985       | 2,34    |
| 8   | Amarante                        | Médio Parnaíba Piauiense          | Centro-Norte Piauiense | 1.304,775  | 16.860      | 12,92   |
| 9   | Angical do Piauí                | Médio Parnaíba Piauiense          | Centro-Norte Piauiense | 201,208    | 6.609       | 32,85   |
| 10  | Antônio Almeida                 | Bertolínia                        | Sudoeste Piauiense     | 652,732    | 3.140       | 4,81    |
| 11  | Anísio de Abreu                 | São Raimundo Nonato               | Sudoeste Piauiense     | 326,822    | 8.197       | 25,08   |
| 12  | Aroazes                         | Valença do Piauí                  | Centro-Norte Piauiense | 816,609    | 5.922       | 7,25    |
| 13  | Aroeiras do Itaim               | Picos                             | Sudeste Piauiense      |            | 2.656       |         |
| 14  | Arraial                         | Médio Parnaíba Piauiense          | Centro-Norte Piauiense | 635,818    | 5.002       | 7,87    |
| 15  | Assunção do Piauí               | Campo Maior                       | Centro-Norte Piauiense | 1.690,716  | 8.011       | 4,74    |
| 16  | Avelino Lopes                   | Chapadas do Extremo Sul Piauiense | Sudoeste Piauiense     | 1.209,379  | 11.507      | 9,51    |
| 17  | Baixa Grande do Ribeiro         | Alto Parnaíba Piauiense           | Sudoeste Piauiense     | 7.808,945  | 10.447      | 1,34    |
| 18  | Barra d'Alcântara               | Valença do Piauí                  | Centro-Norte Piauiense | 351,028    | 3.770       | 10,74   |
| 19  | Barras                          | Baixo Parnaíba Piauiense          | Norte Piauiense        | 1.721,586  | 43.417      | 25,22   |
| 20  | Barreiras do Piauí              | Alto Médio Gurguéia               | Sudoeste Piauiense     | 2.028,282  | 3.355       | 1,65    |
| 21  | Barro Duro                      | Médio Parnaíba Piauiense          | Centro-Norte Piauiense | 131,116    | 6.664       | 50,83   |
| 22  | Batalha                         | Baixo Parnaíba Piauiense          | Norte Piauiense        | 1.588,905  | 25.751      | 16,21   |
| 23  | Bela Vista do Piauí             | Alto Médio Canindé                | Sudeste Piauiense      | 312,361    | 3.346       | 10,71   |
| 24  | Belém do Piauí                  | Alto Médio Canindé                | Sudeste Piauiense      | 220,933    | 2.830       | 12,81   |
| 25  | Beneditinos                     | Teresina                          | Centro-Norte Piauiense | 792,562    | 9.560       | 12,06   |
| 26  | Bertolínia                      | Bertolínia                        | Sudoeste Piauiense     | 1.225,168  | 5.296       | 4,32    |
| 27  | Betânia do Piauí                | Alto Médio Canindé                | Sudeste Piauiense      | 1.092,305  | 9.333       | 8,54    |
| 28  | Boa Hora                        | Baixo Parnaíba Piauiense          | Norte Piauiense        | 335,747    | 6.075       | 18,09   |
| 29  | Bocaina                         | Picos                             | Sudeste Piauiense      | 257,302    | 4.326       | 16,81   |
| 30  | Bom Jesus                       | Alto Médio Gurguéia               | Sudoeste Piauiense     | 5.469,156  | 19.575      | 3,58    |
| 31  | Bom Princípio do Piauí          | Litoral Piauiense                 | Norte Piauiense        | 521,571    | 5.273       | 10,11   |
| 32  | Bonfim do Piauí                 | São Raimundo Nonato               | Sudoeste Piauiense     | 293,593    | 5.189       | 17,67   |
| 33  | Boqueirão do Piauí              | Campo Maior                       | Centro-Norte Piauiense | 281,194    | 6.434       | 22,88   |
| 34  | Brasileira                      | Baixo Parnaíba Piauiense          | Norte Piauiense        | 880,893    | 7.693       | 8,73    |
| 35  | Brejo do Piauí                  | São Raimundo Nonato               | Sudoeste Piauiense     | 2.212,932  | 3.201       | 1,45    |
| 36  | Buriti dos Lopes                | Litoral Piauiense                 | Norte Piauiense        | 691,363    | 19.267      | 27,87   |
| 37  | Buriti dos Montes               | Campo Maior                       | Centro-Norte Piauiense | 2.652,103  | 7.869       | 2,97    |
| 38  | Cabeceiras do Piauí             | Baixo Parnaíba Piauiense          | Norte Piauiense        | 608,505    | 9.434       | 15,50   |
| 39  | Cajazeiras do Piauí             | Picos                             | Sudeste Piauiense      | 555,553    | 3.178       | 5,72    |
| 40  | Cajueiro da Praia               | Litoral Piauiense                 | Norte Piauiense        | 271,348    | 6.981       | 25,73   |
| 41  | Caldeirão Grande do Piauí       | Alto Médio Canindé                | Sudeste Piauiense      | 514,307    | 5.611       | 10,91   |
| 42  | Campinas do Piauí               | Alto Médio Canindé                | Sudeste Piauiense      | 796,953    | 5.582       | 7,00    |
| 43  | Campo Alegre do Fidalgo         | Alto Médio Canindé                | Sudeste Piauiense      | 755,529    | 4.412       | 5,84    |
| 44  | Campo Grande do Piauí           | Alto Médio Canindé                | Sudeste Piauiense      | 291,581    | 5.645       | 19,36   |
| 45  | Campo Largo do Piauí            | Baixo Parnaíba Piauiense          | Norte Piauiense        | 477,915    | 6.411       | 13,41   |
| 46  | Campo Maior                     | Campo Maior                       | Centro-Norte Piauiense | 1.699,383  | 44.526      | 26,20   |
| 47  | Canavieira                      | Floriano                          | Sudoeste Piauiense     | 1.803,466  | 3.984       | 2,21    |
| 48  | Canto do Buriti                 | São Raimundo Nonato               | Sudoeste Piauiense     | 4.409,804  | 20.655      | 4,68    |
| 49  | Capitão Gervásio Oliveira       | Alto Médio Canindé                | Sudeste Piauiense      | 1.114,408  | 3.788       | 3,40    |
| 50  | Capitão de Campos               | Campo Maior                       | Centro-Norte Piauiense | 538,681    | 10.776      | 20,00   |
| 51  | Caracol                         | São Raimundo Nonato               | Sudoeste Piauiense     | 449,465    | 10.346      | 23,02   |
| 52  | Caraúbas do Piauí               | Litoral Piauiense                 | Norte Piauiense        | 471,447    | 5.446       | 11,55   |
| 53  | Caridade do Piauí               | Alto Médio Canindé                | Sudeste Piauiense      | 423,369    | 4.626       | 10,93   |
| 54  | Castelo do Piauí                | Campo Maior                       | Centro-Norte Piauiense | 2.063,960  | 18.518      | 8,97    |
| 55  | Caxingó                         | Litoral Piauiense                 | Norte Piauiense        | 488,162    | 4.951       | 10,14   |
| 56  | Cocal                           | Litoral Piauiense                 | Norte Piauiense        | 1.269,066  | 26.107      | 20,57   |
| 57  | Cocal de Telha                  | Campo Maior                       | Centro-Norte Piauiense | 322,103    | 4.598       | 14,27   |
| 58  | Cocal dos Alves                 | Litoral Piauiense                 | Norte Piauiense        | 358,104    | 5.345       | 14,93   |
| 59  | Coivaras                        | Teresina                          | Centro-Norte Piauiense | 506,719    | 3.785       | 7,47    |
| 60  | Colônia do Gurguéia             | Bertolínia                        | Sudoeste Piauiense     | 430,613    | 5.683       | 13,20   |
| 61  | Colônia do Piauí                | Picos                             | Sudeste Piauiense      | 947,934    | 7.645       | 8,06    |
| 62  | Conceição do Canindé            | Alto Médio Canindé                | Sudeste Piauiense      | 903,884    | 5.085       | 5,63    |
| 63  | Coronel José Dias               | São Raimundo Nonato               | Sudoeste Piauiense     | 1.822,115  | 4.416       | 2,42    |
| 64  | Corrente                        | Chapadas do Extremo Sul Piauiense | Sudoeste Piauiense     | 3.051,161  | 24.578      | 8,06    |
| 65  | Cristalândia do Piauí           | Chapadas do Extremo Sul Piauiense | Sudoeste Piauiense     | 1.202,901  | 7.231       | 6,01    |
| 66  | Cristino Castro                 | Alto Médio Gurguéia               | Sudoeste Piauiense     | 1.848,690  | 9.526       | 5,15    |
| 67  | Curimatá                        | Chapadas do Extremo Sul Piauiense | Sudoeste Piauiense     | 2.360,527  | 10.360      | 4,39    |
| 68  | Currais                         | Alto Médio Gurguéia               | Sudoeste Piauiense     | 3.156,647  | 4.500       | 1,43    |
| 69  | Curral Novo do Piauí            | Alto Médio Canindé                | Sudeste Piauiense      | 765,534    | 4.685       | 6,12    |
| 70  | Curralinhos                     | Teresina                          | Centro-Norte Piauiense | 362,793    | 4.114       | 11,34   |
| 71  | Demerval Lobão                  | Teresina                          | Centro-Norte Piauiense | 221,023    | 12.783      | 57,84   |
| 72  | Dirceu Arcoverde                | São Raimundo Nonato               | Sudoeste Piauiense     | 1.005,706  | 6.660       | 6,62    |
| 73  | Dom Expedito Lopes              | Picos                             | Sudeste Piauiense      | 219,070    | 6.532       | 29,82   |
| 74  | Dom Inocêncio                   | São Raimundo Nonato               | Sudoeste Piauiense     | 4.024,385  | 10.329      | 2,57    |
| 75  | Domingos Mourão                 | Campo Maior                       | Centro-Norte Piauiense | 846,831    | 4.386       | 5,18    |
| 76  | Elesbão Veloso                  | Valença do Piauí                  | Centro-Norte Piauiense | 1.285,678  | 14.232      | 11,07   |
| 77  | Eliseu Martins                  | Bertolínia                        | Sudoeste Piauiense     | 1.090,496  | 4.744       | 4,35    |
| 78  | Esperantina                     | Baixo Parnaíba Piauiense          | Norte Piauiense        | 911,213    | 36.222      | 39,75   |
| 79  | Fartura do Piauí                | São Raimundo Nonato               | Sudoeste Piauiense     | 717,991    | 5.193       | 7,23    |
| 80  | Flores do Piauí                 | Floriano                          | Sudoeste Piauiense     | 972,209    | 4.475       | 4,60    |
| 81  | Floresta do Piauí               | Alto Médio Canindé                | Sudeste Piauiense      | 206,144    | 2.564       | 12,44   |
| 82  | Floriano                        | Floriano                          | Sudoeste Piauiense     | 3.409,664  | 56.011      | 16,43   |
| 83  | Francinópolis                   | Valença do Piauí                  | Centro-Norte Piauiense | 254,407    | 5.279       | 20,75   |
| 84  | Francisco Ayres                 | Médio Parnaíba Piauiense          | Centro-Norte Piauiense | 656,448    | 5.029       | 7,66    |
| 85  | Francisco Macedo                | Alto Médio Canindé                | Sudeste Piauiense      | 117,317    | 2.265       | 19,31   |
| 86  | Francisco Santos                | Pio IX                            | Sudeste Piauiense      | 569,502    | 8.170       | 14,35   |
| 87  | Fronteiras                      | Alto Médio Canindé                | Sudeste Piauiense      | 789,828    | 11.146      | 14,11   |
| 88  | Geminiano                       | Picos                             | Sudeste Piauiense      | 471,570    | 5.364       | 11,37   |
| 89  | Gilbués                         | Alto Médio Gurguéia               | Sudoeste Piauiense     | 3.495,016  | 10.351      | 2,96    |
| 90  | Guadalupe                       | Floriano                          | Sudoeste Piauiense     | 1.019,645  | 9.575       | 9,39    |
| 91  | Guaribas                        | São Raimundo Nonato               | Sudoeste Piauiense     | 4.279,673  | 4.343       | 1,01    |
| 92  | Hugo Napoleão                   | Médio Parnaíba Piauiense          | Centro-Norte Piauiense | 273,721    | 3.443       | 12,58   |
| 93  | Ilha Grande                     | Litoral Piauiense                 | Norte Piauiense        | 134,318    | 8.463       | 63,01   |
| 94  | Inhuma                          | Valença do Piauí                  | Centro-Norte Piauiense | 1.042,815  | 14.953      | 14,34   |
| 95  | Ipiranga do Piauí               | Picos                             | Sudeste Piauiense      | 527,716    | 9.407       | 17,83   |
| 96  | Isaías Coelho                   | Alto Médio Canindé                | Sudeste Piauiense      | 664,660    | 7.753       | 11,66   |
| 97  | Itainópolis                     | Alto Médio Canindé                | Sudeste Piauiense      | 810,752    | 11.079      | 13,67   |
| 98  | Itaueira                        | Floriano                          | Sudoeste Piauiense     | 2.534,502  | 10.578      | 4,17    |
| 99  | Jacobina do Piauí               | Alto Médio Canindé                | Sudeste Piauiense      | 1.443,257  | 5.587       | 3,87    |
| 100 | Jaicós                          | Alto Médio Canindé                | Sudeste Piauiense      | 854,342    | 16.827      | 19,70   |
| 101 | Jardim do Mulato                | Médio Parnaíba Piauiense          | Centro-Norte Piauiense | 460,518    | 4.383       | 9,52    |
| 102 | Jatobá do Piauí                 | Campo Maior                       | Centro-Norte Piauiense | 663,797    | 4.501       | 6,78    |
| 103 | Jerumenha                       | Floriano                          | Sudoeste Piauiense     | 3.862      | 4.371       | 1,13    |
| 104 | Joaquim Pires                   | Baixo Parnaíba Piauiense          | Norte Piauiense        | 739,570    | 13.790      | 18,65   |
| 105 | Joca Marques                    | Baixo Parnaíba Piauiense          | Norte Piauiense        | 166,441    | 5.400       | 32,44   |
| 106 | José de Freitas                 | Teresina                          | Centro-Norte Piauiense | 1.538,205  | 35.188      | 22,88   |
| 107 | João Costa                      | Alto Médio Canindé                | Sudeste Piauiense      | 1.716,165  | 3.204       | 1,87    |
| 108 | Juazeiro do Piauí               | Campo Maior                       | Centro-Norte Piauiense | 827,199    | 4.769       | 5,77    |
| 109 | Jurema                          | São Raimundo Nonato               | Sudoeste Piauiense     | 1.297,315  | 4.388       | 3,38    |
| 110 | Júlio Borges                    | Chapadas do Extremo Sul Piauiense | Sudoeste Piauiense     | 1.290,413  | 5.251       | 4,07    |
| 111 | Lagoa Alegre                    | Teresina                          | Centro-Norte Piauiense | 394,658    | 7.855       | 19,90   |
| 112 | Lagoa de São Francisco          | Campo Maior                       | Centro-Norte Piauiense | 155,637    | 6.533       | 41,98   |
| 113 | Lagoa do Barro do Piauí         | Alto Médio Canindé                | Sudeste Piauiense      | 1.300,538  | 4.597       | 3,53    |
| 114 | Lagoa do Piauí                  | Teresina                          | Centro-Norte Piauiense | 427,195    | 3.670       | 8,59    |
| 115 | Lagoa do Sítio                  | Valença do Piauí                  | Centro-Norte Piauiense | 789,710    | 5.042       | 6,38    |
| 116 | Lagoinha do Piauí               | Médio Parnaíba Piauiense          | Centro-Norte Piauiense | 67,507     | 2.557       | 37,88   |
| 117 | Landri Sales                    | Bertolínia                        | Sudoeste Piauiense     | 1.193,316  | 5.618       | 4,71    |
| 118 | Luzilândia                      | Baixo Parnaíba Piauiense          | Norte Piauiense        | 704,433    | 24.257      | 34,43   |
| 119 | Luís Correia                    | Litoral Piauiense                 | Norte Piauiense        | 1.071,276  | 26.178      | 24,44   |
| 120 | Madeiro                         | Baixo Parnaíba Piauiense          | Norte Piauiense        | 177,219    | 7.660       | 43,22   |
| 121 | Manoel Emídio                   | Bertolínia                        | Sudoeste Piauiense     | 1.618,951  | 5.361       | 3,31    |
| 122 | Marcolândia                     | Alto Médio Canindé                | Sudeste Piauiense      | 137,069    | 7.137       | 52,07   |
| 123 | Marcos Parente                  | Bertolínia                        | Sudoeste Piauiense     | 775,767    | 4.176       | 5,38    |
| 124 | Massapê do Piauí                | Alto Médio Canindé                | Sudeste Piauiense      | 525,619    | 6.492       | 12,35   |
| 125 | Matias Olímpio                  | Baixo Parnaíba Piauiense          | Norte Piauiense        | 226,220    | 10.468      | 46,27   |
| 126 | Miguel Alves                    | Baixo Parnaíba Piauiense          | Norte Piauiense        | 1.393,708  | 31.985      | 22,95   |
| 127 | Miguel Leão                     | Teresina                          | Centro-Norte Piauiense | 74,517     | 1.192       | 16,00   |
| 128 | Milton Brandão                  | Campo Maior                       | Centro-Norte Piauiense | 1.371,766  | 6.714       | 4,89    |
| 129 | Monsenhor Gil                   | Teresina                          | Centro-Norte Piauiense | 582,058    | 10.343      | 17,77   |
| 130 | Monsenhor Hipólito              | Pio IX                            | Sudeste Piauiense      | 391,304    | 7.206       | 18,42   |
| 131 | Monte Alegre do Piauí           | Alto Médio Gurguéia               | Sudoeste Piauiense     | 2.417,854  | 10.336      | 4,27    |
| 132 | Morro Cabeça no Tempo           | Chapadas do Extremo Sul Piauiense | Sudoeste Piauiense     | 2.210,922  | 4.241       | 1,92    |
| 133 | Morro do Chapéu do Piauí        | Baixo Parnaíba Piauiense          | Norte Piauiense        | 328,284    | 6.398       | 19,49   |
| 134 | Murici dos Portelas             | Litoral Piauiense                 | Norte Piauiense        | 481,521    | 7.675       | 15,94   |
| 135 | Nazaré do Piauí                 | Floriano                          | Sudoeste Piauiense     | 1.311,565  | 6.862       | 5,23    |
| 136 | Nossa Senhora de Nazaré         | Campo Maior                       | Centro-Norte Piauiense | 356,341    | 3.987       | 11,19   |
| 137 | Nossa Senhora dos Remédios      | Baixo Parnaíba Piauiense          | Norte Piauiense        | 358,364    | 8.338       | 23,27   |
| 138 | Nova Santa Rita                 | Alto Médio Canindé                | Sudeste Piauiense      | 1.119,144  | 4.416       | 3,95    |
| 139 | Novo Oriente do Piauí           | Valença do Piauí                  | Centro-Norte Piauiense | 500,467    | 6.135       | 12,26   |
| 140 | Novo Santo Antônio              | Campo Maior                       | Centro-Norte Piauiense | 528,408    | 3.364       | 6,37    |
| 141 | Oeiras                          | Picos                             | Sudeste Piauiense      | 2.719,536  | 35.322      | 12,99   |
| 142 | Olho d'Água do Piauí            | Médio Parnaíba Piauiense          | Centro-Norte Piauiense | 220,127    | 2.625       | 11,92   |
| 143 | Padre Marcos                    | Alto Médio Canindé                | Sudeste Piauiense      | 319,124    | 7.394       | 23,17   |
| 144 | Paes Landim                     | Alto Médio Canindé                | Sudeste Piauiense      | 349,679    | 4.458       | 12,75   |
| 145 | Pajeú do Piauí                  | São Raimundo Nonato               | Sudoeste Piauiense     | 1.075,263  | 3.612       | 3,36    |
| 146 | Palmeira do Piauí               | Alto Médio Gurguéia               | Sudoeste Piauiense     | 2.021,228  | 5.018       | 2,48    |
| 147 | Palmeirais                      | Médio Parnaíba Piauiense          | Centro-Norte Piauiense | 1.360,307  | 13.721      | 10,09   |
| 148 | Paquetá                         | Picos                             | Sudeste Piauiense      | 448,457    | 4.555       | 10,16   |
| 149 | Parnaguá                        | Chapadas do Extremo Sul Piauiense | Sudoeste Piauiense     | 3.284,562  | 10.313      | 3,14    |
| 150 | Parnaíba                        | Litoral Piauiense                 | Norte Piauiense        | 435,564    | 140.737     | 323,11  |
| 151 | Passagem Franca do Piauí        | Médio Parnaíba Piauiense          | Centro-Norte Piauiense | 849,601    | 4.130       | 4,86    |
| 152 | Patos do Piauí                  | Alto Médio Canindé                | Sudeste Piauiense      | 723,273    | 6.239       | 8,63    |
| 153 | Pau d'Arco do Piauí             | Teresina                          | Centro-Norte Piauiense | 426,628    | 3.703       | 8,68    |
| 154 | Paulistana                      | Alto Médio Canindé                | Sudeste Piauiense      | 1.751,993  | 16.904      | 9,65    |
| 155 | Pavussu                         | Floriano                          | Sudoeste Piauiense     | 1.494,687  | 4.284       | 2,87    |
| 156 | Pedro II                        | Campo Maior                       | Centro-Norte Piauiense | 1.518,186  | 36.657      | 24,15   |
| 157 | Pedro Laurentino                | Alto Médio Canindé                | Sudeste Piauiense      | 835,050    | 2.094       | 2,51    |
| 158 | Picos                           | Picos                             | Sudeste Piauiense      | 803,261    | 70.336      | 87,56   |
| 159 | Pimenteiras                     | Valença do Piauí                  | Centro-Norte Piauiense | 4.577,587  | 11.817      | 2,58    |
| 160 | Pio IX                          | Pio IX                            | Sudeste Piauiense      | 1.948,843  | 17.184      | 8,82    |
| 161 | Piracuruca                      | Litoral Piauiense                 | Norte Piauiense        | 2.380,511  | 25.535      | 10,73   |
| 162 | Piripiri                        | Baixo Parnaíba Piauiense          | Norte Piauiense        | 1.408,928  | 60.185      | 42,72   |
| 163 | Porto                           | Baixo Parnaíba Piauiense          | Norte Piauiense        | 252,713    | 11.613      | 45,95   |
| 164 | Porto Alegre do Piauí           | Bertolínia                        | Sudoeste Piauiense     | 1.136,804  | 2.478       | 2,18    |
| 165 | Prata do Piauí                  | Valença do Piauí                  | Centro-Norte Piauiense | 196,323    | 3.165       | 16,12   |
| 166 | Queimada Nova                   | Alto Médio Canindé                | Sudeste Piauiense      | 1.499,865  | 9.058       | 6,04    |
| 167 | Redenção do Gurguéia            | Alto Médio Gurguéia               | Sudoeste Piauiense     | 2.468,006  | 8.270       | 3,35    |
| 168 | Regeneração                     | Médio Parnaíba Piauiense          | Centro-Norte Piauiense | 1.257,157  | 17.615      | 14,01   |
| 169 | Riacho Frio                     | Chapadas do Extremo Sul Piauiense | Sudoeste Piauiense     | 2.221,95   | 4.799       | 2,16    |
| 170 | Ribeira do Piauí                | Alto Médio Canindé                | Sudeste Piauiense      | 990,678    | 4.129       | 4,17    |
| 171 | Ribeiro Gonçalves               | Alto Parnaíba Piauiense           | Sudoeste Piauiense     | 3.979,036  | 6.339       | 1,59    |
| 172 | Rio Grande do Piauí             | Floriano                          | Sudoeste Piauiense     | 595,37     | 6.445       | 10,83   |
| 173 | Santa Cruz do Piauí             | Picos                             | Sudeste Piauiense      | 611,501    | 5.752       | 9,41    |
| 174 | Santa Cruz dos Milagres         | Valença do Piauí                  | Centro-Norte Piauiense | 984,084    | 3.334       | 3,39    |
| 175 | Santa Filomena                  | Alto Parnaíba Piauiense           | Sudoeste Piauiense     | 5.285,447  | 5.999       | 1,14    |
| 176 | Santa Luz                       | Alto Médio Gurguéia               | Sudoeste Piauiense     | 1.186,831  | 5.283       | 4,45    |
| 177 | Santa Rosa do Piauí             | Picos                             | Sudeste Piauiense      | 356,237    | 5.146       | 14,45   |
| 178 | Santana do Piauí                | Picos                             | Sudeste Piauiense      | 140,688    | 4.911       | 34,91   |
| 179 | Santo Antônio de Lisboa         | Pio IX                            | Sudeste Piauiense      | 395,799    | 5.536       | 13,99   |
| 180 | Santo Antônio dos Milagres      | Médio Parnaíba Piauiense          | Centro-Norte Piauiense | 33,152     | 1.959       | 59,09   |
| 181 | Santo Inácio do Piauí           | Alto Médio Canindé                | Sudeste Piauiense      | 895,671    | 3.589       | 4,01    |
| 182 | Sebastião Barros                | Chapadas do Extremo Sul Piauiense | Sudoeste Piauiense     | 1.013,926  | 4.747       | 4,68    |
| 183 | Sebastião Leal                  | Bertolínia                        | Sudoeste Piauiense     | 3.111,103  | 4.065       | 1,31    |
| 184 | Sigefredo Pacheco               | Campo Maior                       | Centro-Norte Piauiense | 982,074    | 9.523       | 9,70    |
| 185 | Simplício Mendes                | Alto Médio Canindé                | Sudeste Piauiense      | 1.398,952  | 11.459      | 8,19    |
| 186 | Simões                          | Alto Médio Canindé                | Sudeste Piauiense      | 1.023,917  | 13.506      | 13,19   |
| 187 | Socorro do Piauí                | Alto Médio Canindé                | Sudeste Piauiense      | 692,990    | 4.593       | 6,63    |
| 188 | Sussuapara                      | Picos                             | Sudeste Piauiense      | 220,074    | 5.470       | 24,86   |
| 189 | São Braz do Piauí               | São Raimundo Nonato               | Sudoeste Piauiense     | 604,081    | 4.317       | 7,15    |
| 190 | São Francisco de Assis do Piauí | Alto Médio Canindé                | Sudeste Piauiense      | 842,453    | 4.922       | 5,84    |
| 191 | São Francisco do Piauí          | Floriano                          | Sudoeste Piauiense     | 1.340,654  | 6.324       | 4,72    |
| 192 | São Félix do Piauí              | Valença do Piauí                  | Centro-Norte Piauiense | 656,520    | 3.116       | 4,75    |
| 193 | São Gonçalo do Gurguéia         | Alto Médio Gurguéia               | Sudoeste Piauiense     | 1.385,307  | 2.455       | 1,77    |
| 194 | São Gonçalo do Piauí            | Médio Parnaíba Piauiense          | Centro-Norte Piauiense | 147,592    | 4.339       | 29,40   |
| 195 | São José do Divino              | Litoral Piauiense                 | Norte Piauiense        | 319,114    | 5.082       | 15,93   |
| 196 | São José do Peixe               | Floriano                          | Sudoeste Piauiense     | 1.339,496  | 3.729       | 2,78    |
| 197 | São José do Piauí               | Picos                             | Sudeste Piauiense      | 330,719    | 6.872       | 20,78   |
| 198 | São João da Canabrava           | Picos                             | Sudeste Piauiense      | 470,954    | 4.261       | 9,05    |
| 199 | São João da Fronteira           | Litoral Piauiense                 | Norte Piauiense        | 764,742    | 5.000       | 6,54    |
| 200 | São João da Serra               | Campo Maior                       | Centro-Norte Piauiense | 962,258    | 6.676       | 6,94    |
| 201 | São João da Varjota             | Picos                             | Sudeste Piauiense      | 395,368    | 4.635       | 11,72   |
| 202 | São João do Arraial             | Baixo Parnaíba Piauiense          | Norte Piauiense        | 213,351    | 7.022       | 32,91   |
| 203 | São João do Piauí               | Alto Médio Canindé                | Sudeste Piauiense      | 1.532,432  | 18.692      | 12,20   |
| 204 | São Julião                      | Pio IX                            | Sudeste Piauiense      | 298,106    | 6.047       | 20,28   |
| 205 | São Lourenço do Piauí           | São Raimundo Nonato               | Sudoeste Piauiense     | 683,661    | 4.900       | 7,17    |
| 206 | São Luis do Piauí               | Picos                             | Sudeste Piauiense      | 219,895    | 2.550       | 11,60   |
| 207 | São Miguel da Baixa Grande      | Valença do Piauí                  | Centro-Norte Piauiense | 384,188    | 2.069       | 5,39    |
| 208 | São Miguel do Fidalgo           | Floriano                          | Sudoeste Piauiense     | 802,748    | 3.032       | 3,78    |
| 209 | São Miguel do Tapuio            | Campo Maior                       | Centro-Norte Piauiense | 5.220,513  | 19.194      | 3,68    |
| 210 | São Pedro do Piauí              | Médio Parnaíba Piauiense          | Centro-Norte Piauiense | 525,723    | 13.093      | 24,90   |
| 211 | São Raimundo Nonato             | São Raimundo Nonato               | Sudoeste Piauiense     | 2.606,8    | 30.894      | 11,85   |
| 212 | Tamboril do Piauí               | São Raimundo Nonato               | Sudoeste Piauiense     | 1.578,640  | 2.897       | 1,84    |
| 213 | Tanque do Piauí                 | Picos                             | Sudeste Piauiense      | 377,042    | 2.637       | 6,99    |
| 214 | União                           | Teresina                          | Centro-Norte Piauiense | 1.173,447  | 41.744      | 35,57   |
| 215 | Uruçuí                          | Alto Parnaíba Piauiense           | Sudoeste Piauiense     | 8.452,025  | 18.966      | 2,24    |
| 216 | Valença do Piauí                | Valença do Piauí                  | Centro-Norte Piauiense | 1.350,519  | 19.745      | 14,62   |
| 217 | Vera Mendes                     | Alto Médio Canindé                | Sudeste Piauiense      | 310,368    | 3.170       | 10,21   |
| 218 | Vila Nova do Piauí              | Alto Médio Canindé                | Sudeste Piauiense      | 310,368    | 3.030       | 18,04   |
| 219 | Várzea Branca                   | São Raimundo Nonato               | Sudoeste Piauiense     | 435,182    | 5.123       | 11,70   |
| 220 | Várzea Grande                   | Valença do Piauí                  | Centro-Norte Piauiense | 233,927    | 4.430       | 18,94   |
| 221 | Wall Ferraz                     | Picos                             | Sudeste Piauiense      | 264,710    | 4.504       | 17,01   |
| 222 | Água Branca                     | Médio Parnaíba Piauiense          | Centro-Norte Piauiense | 97,039     | 15.890      | 163,75  |
| 223 | Nazária                         | Teresina                          | Centro-Norte Piauiense |            |             |         |